# 盖世圣丘
盖世圣丘（英語：Glastonbury Tor），或译格拉斯顿伯里突岩，是英国森麻實郡格拉斯頓伯里附近的一座小山，山顶是无顶的圣米迦勒塔（St Michael's Tower），是一座英國一级登錄建築。整个遗址由英國國民信託管理。
人們已经在山上发现了从铁器时代到罗马时代的人类遺留的文物。在盎格魯-撒克遜人和中世纪前期，山顶上建造了一些建筑，可能是早期的教堂和僧侣的隐居地。一个10或11世纪的轮式十字架已经被发现。而原有的木制教堂在1275年被地震摧毁，14世纪在这里建造了石制的圣米迦勒教堂。它的塔楼仍然存在，尽管它已经被修复和部分重建过好几次。